# Calyptotheca orbiculata
Calyptotheca orbiculata is een mosdiertjessoort uit de familie van de Lanceoporidae. De wetenschappelijke naam van de soort is voor het eerst geldig gepubliceerd in 1957 door Harmer.